# Margarete von Tirol

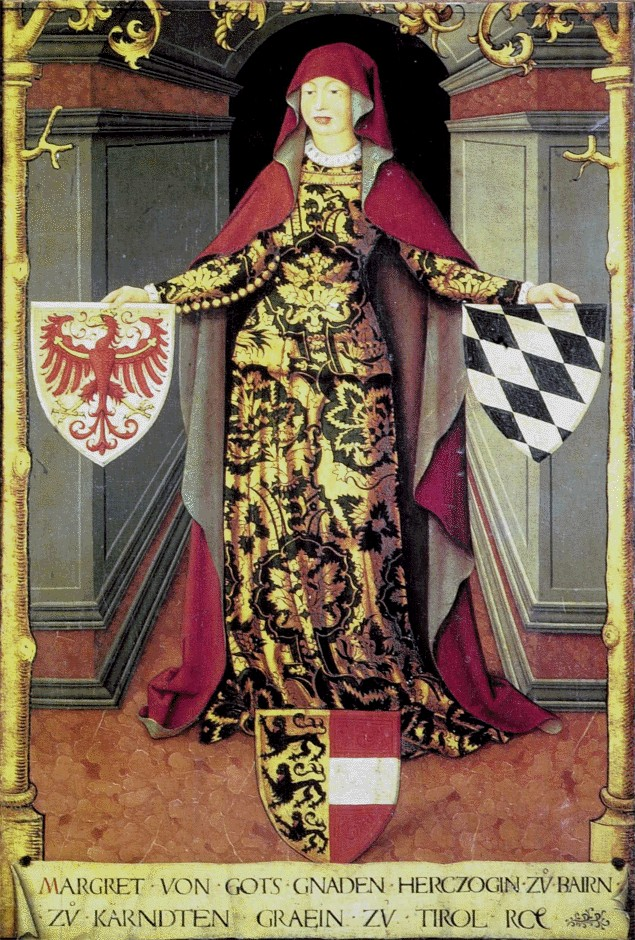
Margarete von Tirol, genannt Margarete Maultasch

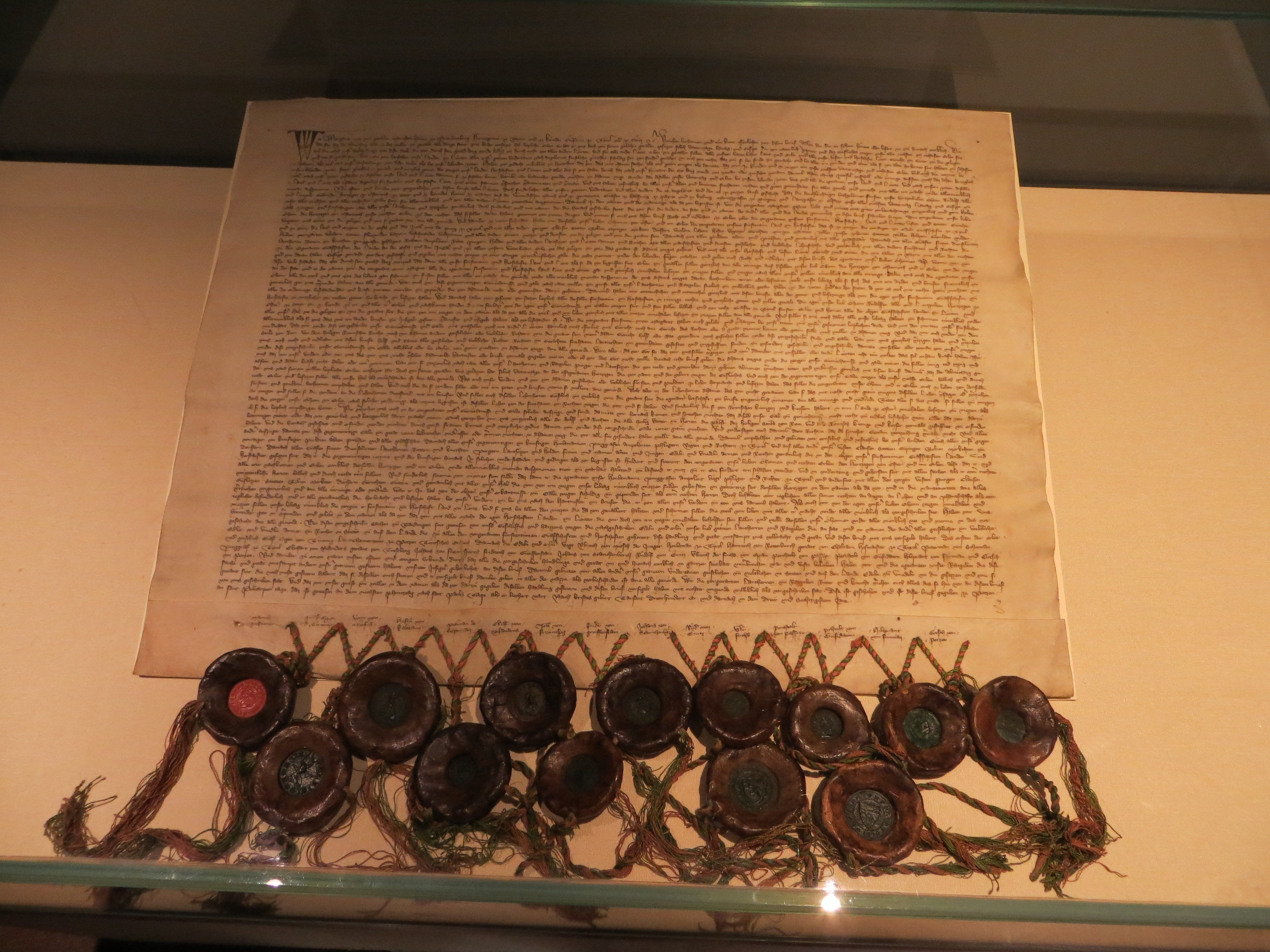
Urkunde der Übergabe von Tirol an die Habsburger, 1363

Margarete von Tirol-Görz (um 1366 erstmals auch als Margarete Maultasch erwähnt) (* 1318 in Tirol; † 3. Oktober 1369 in Wien), aus dem Geschlecht der Meinhardiner, war die Tochter von Heinrich Herzog von Kärnten und Graf von Tirol und Görz aus dessen Ehe mit Adelheid von Braunschweig und von 1335 bis 1363 Gräfin von Tirol und Görz.

## Leben

### Erste Ehe und Herrschaftsbeginn
Herzog Heinrich von Kärnten und Tirol, der keine männlichen Nachfahren hatte, schloss 1330 mit Kaiser Ludwig dem Bayern einen Vertrag, der ihm für seine Töchter die weibliche Erbfolge garantierte, wenn sie mit Genehmigung des Kaisers verheiratet würden.
Die 1318 geborene Margarete war schon 1327 mit Johann Heinrich von Luxemburg (1322–1375), dem jüngeren Bruder des späteren Kaisers Karl IV., verlobt worden und wurde am 16. September 1330 in Innsbruck vermählt. Der um vier Jahre jüngere Johann Heinrich wurde bereits im Alter von fünf Jahren von seinem Vater mit großem Gefolge nach Tirol geschickt. Die beiden Kinder waren sich von Anfang an unsympathisch. Auch der Heranwachsende war ein nicht gerade freundlicher Ehemann. Gegenüber seiner Ehefrau gebärdete er sich wild, er kratzte, biss und schikanierte sie, und allmählich wurde aus der gegenseitigen Antipathie regelrechter Hass.
Als Margaretes Vater 1335 starb, konnte nur sie die Nachfolge in Tirol antreten, da ihre ältere Schwester Adelheid bereits 1325 im Alter von acht Jahren gestorben war. Herzog Albrecht II. von Österreich hatte nach einer Übereinkunft mit Kaiser Ludwig am Reichstag 26. November 1330 in Augsburg das Herzogtum Kärnten besetzt, dort waren Habsburger und Wittelsbacher auch übereingekommen, dass Letztere den Norden Tirols erhalten und Margarete und Johann Heinrich nur in Südtirol herrschen sollten. Die Tiroler weigerten sich allerdings, unter Habsburg und Wittelsbach aufgeteilt zu werden, und es kam zu militärischen Auseinandersetzungen zwischen den Habsburger Herzögen und Ludwig von Bayern, in die dann auch, von seinem Vater gesandt, Margaretes Schwager Karl, zu der Zeit Markgraf von Mähren, eingriff. Im Frieden von Enns vom 9. Oktober 1336 wurden die Verhältnisse geklärt. Erst dann konnte Margarete ihre Erbschaft antreten.
Ihr junger Gatte Johann Heinrich begann sich jedoch wie der Herr von Tirol aufzuspielen, wie sie von ihren Tiroler Beratern erfuhr. Markgraf Karl, der politisch begabter und geschickter als sein jüngerer Bruder war, blieb noch in Tirol, um den Unerfahrenen und auch Uninteressierten zu beraten. Dieser war zu diesem Zeitpunkt bereits überall als Frauenheld bekannt. Karl hatte schon 1335 für drei Jahre die Regentschaft über Tirol übernommen, er hatte böhmische Berater mitgebracht, die schon bald wichtige Ämter innehatten. Karl war 1336/37 mit seinem Vater auf Preußenfahrt und trat dann 1341 die Administration in der Grafschaft an.
Von Margaretes Tiroler Freunden wurde die böhmische Verwaltung jedoch abgelehnt, und sie halfen Margarete dann auch, ihren verhassten Ehemann loszuwerden.
Ab Mai 1340 weilte auch Johann Heinrich einige Zeit in Böhmen und Polen, schon zu der Zeit kam es zu einem ersten Aufstand gegen die Luxemburger Herrschaft. Der wurde von Nikolaus von Brünn niedergeschlagen, zu der Zeit Bischof von Trient und mit der Verwaltung Tirols betraut.
Margarete vertrieb dann im November 1341 zusammen mit ihren Tiroler Räten ihren Gemahl Johann Heinrich aus Tirol. Gleichzeitig verkündete sie, dass es nie zum Vollzug der Ehe gekommen sei. Der Ehemann war am Allerseelentag spätnachts nach einer Jagd heimgekommen, hatte polternd Einlass begehrt und stand vor versperrten Toren. Er fand auch keine Bleibe auf anderen Schlössern in Tirol. Seiner erbarmte sich schließlich der Patriarch von Aquileia, Bertrand de Saint-Geniès, und gewährte ihm Unterkunft.

### Zweite Ehe als Herzogin von Bayern
Dies und dass Margarete am 10. Februar 1342 in Meran, trotz Ermahnungen der Kurie, in Anwesenheit des Wittelsbacher Kaisers Ludwig IV. (HRR) dessen Sohn Ludwig I. von Bayern-Brandenburg heiratete, erregte in ganz Europa Aufsehen. Die Hochzeit erfuhr in ganz Tirol große Zustimmung, da der zukünftige Ehemann Ludwig im Einvernehmen mit seiner zukünftigen Frau den Adeligen im Tiroler Freiheitsbrief viele Vorrechte gewährte, die jedoch nicht auf Dauer eingehalten wurden.
Aus politischen und kirchenrechtlichen Gründen erkannte Papst Clemens VI. aber die Gültigkeit der ersten Ehe nicht an. Darüber hinaus waren Margarete und Ludwig auch noch im dritten Grad verwandt. Einen Dispens war der Papst nicht gewillt auszustellen, da er ja auch mit dem Kaiser im Unfrieden stand und ihn bereits etliche Male selbst gebannt hatte. Da dieser jetzt auch noch die Frechheit besaß, diese zweite Ehe vollziehen zu lassen und sich der Kurie ein weiteres Mal widersetzte, bestand kein Zweifel daran, dass der Papst diese Ehe nicht für gültig erklären konnte. Aus diesen Gründen wurden die beiden nicht anerkannten Eheleute vom Papst gebannt und zusätzlich ein Interdikt über das Land Tirol verhängt. Marsilius von Padua und William von Ockham verteidigten jedoch in Traktaten diese „Zivilehe“, die im Gegensatz zur ersten Ehe Margaretes mit Kindern gesegnet war. Ludwig der Brandenburger setzte sich mit harter Hand als Regent in Tirol durch. Ein Umsturzversuch des Papstes und der Luxemburger, die auch einige Kurfürsten gegen ihn gewinnen konnten, misslang. Ludwigs Herrschaft wurde danach noch strenger und viele Adlige mussten Länder und Güter zurückgeben.
Als der Luxemburger Karl seine Ex-Schwägerin im März 1347, als er schon römischer König war, im Schloss Tirol belagerte, verteidigte Margarete dieses erfolgreich. Auf dem Rückzug vom gescheiterten Kriegszug ließ der Luxemburger die Städte Meran und Bozen aus Rache niederbrennen. Ludwig verjagte ihn erfolgreich. Erst 1350 versöhnte sich Karl mit Margarete und Ludwig.
1348 suchte der vertriebene Johann, jetzt Markgraf von Mähren, die römische Kurie auf, um in Übereinstimmung mit seinem Bruder Karl die Auflösung seiner Ehe mit Margarete zu bewirken. Karl hatte zu diesem Zeitpunkt noch keinen Erben und musste daher daran interessiert sein, dass sein Bruder eine rechtmäßige Ehe schließen und legitime Söhne zeugen konnte, wenn nicht nach seinem Tod die böhmischen Länder an seinen Schwiegersohn Rudolf IV. von Habsburg fallen sollten. Auch bei Margarete und ihrem Gemahl Ludwig wird das böhmische Vorhaben auf Zustimmung gestoßen sein, denn nur im Falle einer kirchlichen Auflösung von Margaretes erster Ehe durften sie rechtmäßig heiraten und ihre aus dieser Verbindung bereits hervorgegangenen Kinder auch offiziell als legitim erklären. Johann Heinrich bat Papst Clemens VI. um eine Annullierung seiner Ehe mit Margarete und begründete seine Bitte zunächst mit dem Hinweis auf das Ehehindernis der Blutsverwandtschaft und der Schwägerschaft im vierten Grad, von dem sie aber nicht gewusst hätten. Zum zweiten vertrat Johann die Meinung, dass zwar eine rechtmäßige Eheschließung zwischen ihm und Margarete stattgefunden hatte, es aber nie zum tatsächlichen Vollzug der Ehe gekommen sei. Johann Heinrichs Argumentation war problematisch, er gab doch zugleich zu, dass Margaretes Klagen nicht unbegründet waren. Die Angriffe auf Margaretes Persönlichkeit unterblieben, genauso wie der Vorwurf, die Tiroler Gräfin sei mit Ludwig dem Brandenburger eine inzestuöse Verbindung eingegangen, doch wurde der Nichtvollzug der ersten Ehe nun ihr angelastet. Da Johann die päpstliche Erlaubnis zu einer erneuten Ehe erhalten wollte, durfte er nicht als impotent dastehen und behauptete, der Nichtvollzug sei durch ein maleficium, eine Verzauberung, bewirkt worden. Da er mit ihr zusammen aufwuchs, kann dieser Grund bei Margarete im psychisch-sozialen Bereich gefunden werden. Er hatte eher eine Art „Geschwisterliebe“ zu ihr aufgebaut, wenn überhaupt. Johann erklärte in den Urkunden immer wieder, nur mit Margarete die Ehe nicht vollziehen zu können und gestand sogar Ehebruch. Schließlich wurde die Ehe am 21. Juli 1349 annulliert, doch Margaretes Ehe mit Ludwig wurde von der Kurie immer noch nicht anerkannt und sie befanden sich weiterhin im Bann. Es dauerte noch zehn Jahre, bis sich die Kurie dazu bereit erklärte, den Bann zu lösen. Erst 1359 wurde nach Vermittlung durch Herzog Albrecht II. seitens des Papstes Innozenz VI. der Bann gelöst. Der einzige Sohn Meinhard wurde dafür mit der Tochter des Habsburgers, Margarethe, verlobt.

### Witwenschaft und Herrschaftsende
Nachdem Margaretes Gemahl im September 1361 überraschend gestorben war, folgte ihm ihr gemeinsamer Sohn Meinhard sowohl in Oberbayern als auch in Tirol nach. Der jugendliche Meinhard geriet bald unter den Einfluss einer bayerischen Adelspartei, bis sein niederbayerischer Onkel Herzog Stephan im Mai 1362 energisch dagegen eingriff. Bereits Anfang des Jahres 1362 hatte sich auch Meinhards Verhältnis zu seiner Mutter verschlechtert, die damals auch ihren langjährigen Gegner Kaiser Karl IV. in Nürnberg besuchte und in Regensburg mit den Wittelsbacher Herzögen Stephan und Ruprecht zusammengetroffen war. Bei diesem Besuch bei Karl IV. bezeichnete der Kanzler Johannes von Neumarkt die Herzogin als „Kriemhild“. Auch der Kaiser hatte versucht, Einfluss auf den jungen Herzog zu nehmen und den Adelsbund von Stephans Sohn Friedrich und Meinhard unterstützt sowie beiden Privilegien erteilt. Von Vohburg, wo man ihn festgesetzt hatte, kehrte Meinhard im Juni 1362 auf Verlangen Herzog Stephans nach München zurück. Dort traf er im August mit seiner Mutter und seinem Schwager Rudolf IV. von Österreich zusammen. Meinhard reiste dann im Oktober auf Wunsch des Tiroler Adels im Einvernehmen mit den Habsburgern und ohne Wissen seines Onkels wieder in die Heimat seiner Mutter. Im November traf Meinhard dann mit seiner Mutter in Hall in Tirol zusammen und reiste dann mit ihr nach Schloss Tirol. Einige Tiroler Adelige verloren 1362 ihre hohe Stellung und ihre Güter, während Märkte und Städte in Tirol an Bedeutung gewannen und in die Landstände aufgenommen wurden.
Nachdem auch ihr Sohn Meinhard kinderlos Anfang 1363 in Tirol gestorben war, überschrieb Margarete, vom Tiroler Adel mittlerweile unter Druck gesetzt, Tirol dem nächsten Verwandten, dem Habsburger Rudolf IV. von Österreich, und übergab diesem 1363 die Regierungsgewalt. Die Wittelsbacher fielen daraufhin in Tirol ein, auf das sie jedoch letztlich 1369 nach langem Kampf im Frieden von Schärding gegen eine hohe finanzielle Entschädigung verzichteten. Nur vier Tage nach dem Friedensschluss starb Margarete als ehemalige Herrscherin von Tirol.
Ihre letzten Jahre verbrachte Margarete in Wien, wo ihr Leibgedingsitz einer ganzen Vorstadt den Namen „Margaretengrund“ gegeben haben soll (Bezirk Wien-Margareten). Rudolf veranlasste, dass sie nicht mehr nach Tirol kommen sollte, damit die Tiroler nicht erneut Margarete als ihre eigentliche Herrin ansahen. Die Sehnsucht nach ihrer Heimat Tirol hatte sie nie verlassen. Sie wurde in der Wiener Minoritenkirche beigesetzt.

## Der Beiname „Maultasch“
In den Urkunden der rudolfinisch-habsburgischen Kanzlei wurde Margarete 1362 als „fuerstinn frow Margret, herczoginn ze Payrn vnd grefinne ze Tyrol“ bezeichnet. Dagegen wurde der pejorativ gemeinte Beiname „Maultasch“ erstmals um 1366 in der dritten bayerischen Fortsetzung der „Sächsischen Weltchronik“ und 1393 in der „Österreichischen Chronik“ erwähnt. Er bedeutet so viel wie „Hure, liederliches Weib“ und fand hauptsächlich in der päpstlichen und böhmischen Propaganda Anwendung.

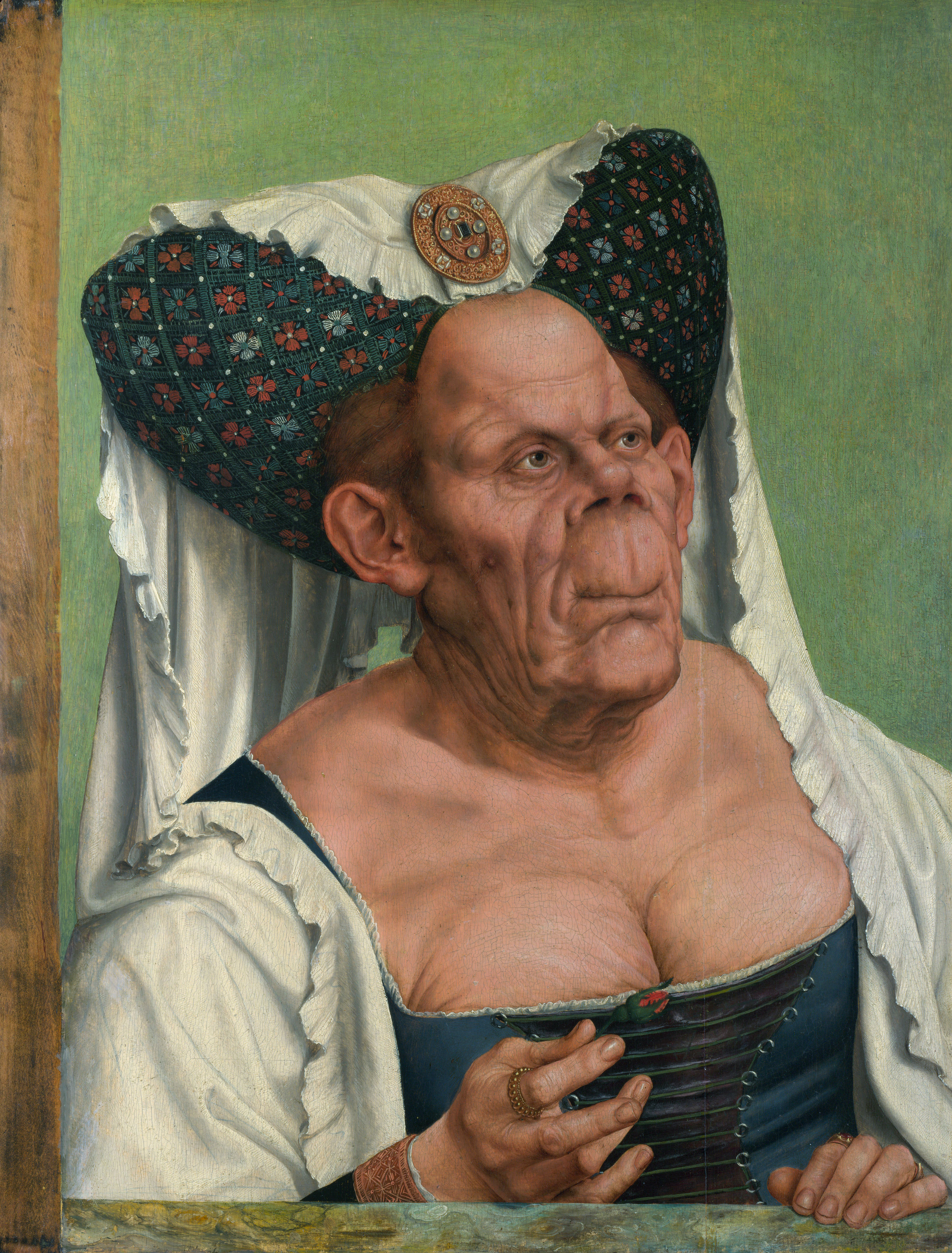
Gemälde einer hässlichen Frau von Quentin Massys, das als Porträt von Margarete Maultasch angesehen wurde und ihre Hässlichkeit aufzeigen sollte.

Seit 1425 hat man dann den Beinamen wörtlich genommen und sich Margarete mit einem missgestalteten Mund vorgestellt. Die daraus folgende Ansicht, Margarete sei allgemein von großer Hässlichkeit gewesen, ist aller Wahrscheinlichkeit nach falsch, denn Zeitzeugen, wie Johannes von Winterthur, haben Margarete als besonders schöne Frau beschrieben. Auch die Vorstellung, sie habe einen besonders anstößigen Wortschatz besessen, ist historisch nicht haltbar. Des Weiteren ist auf einem Siegel mit ihrem Konterfei ihr Mund durchaus nicht verunstaltet. Es gibt allerdings keine zeitgenössischen Bilder, auf denen Margarete von Tirol dargestellt ist. Alle Bilder, auf denen sie zu sehen ist, stammen aus späterer Zeit.
Eine dritte Erklärung leitet den Namen vom Lieblingsaufenthaltsort Margaretes, der im Volksmund „Schloss Maultasch“ genannten Burg Neuhaus in Terlan, ab. Demnach habe diese Burg ihren volkstümlichen Namen von der unterhalb gelegenen „mala tasca“ (Mausefalle) genannten Zollstation übernommen und sei in der Folge auf die Gräfin übergegangen.
Eine weitere Möglichkeit ist auch, dass der zweifelhafte Beiname „Maultasch“ von ihrem ersten Ehemann Johann Heinrich in die Welt gesetzt wurde, der sich nicht gescheut hatte, die übelsten Gerüchte über sie zu verbreiten.
Filippo Villani bezeichnete sie um 1400 als „Medusa“. Die angebliche Belagerung der Burg Hochosterwitz geht auf die „Kärntner Chronik“ Jakob Unrests zurück; entsprechende Legenden erschienen 1816 in den von Jacob Grimm bearbeiteten und herausgegebenen „Deutschen Sagen“. Ida Frick und Lion Feuchtwanger greifen das Motiv in ihren Werken wieder auf (siehe unten).
Letzten Endes war Margarete als alleinige Erbin Tirols Spielball der drei Dynastien der Wittelsbacher, Luxemburger und Habsburger, die alle um ihre Gunst warben, um das strategisch wichtige Passland Tirol in ihre Hand zu bekommen.

## Heiraten und Nachkommen
Margarete heiratete am 16. September 1330 Johann Heinrich von Luxemburg. Die kinderlose Ehe wurde 1341 durch Ludwig den Bayern geschieden. Die Annullierung nach Kanonischem Recht erfolgte 1349.
Sie heiratete am 10. Februar 1342 in zweiter Ehe auf Schloss Tirol Ludwig den Brandenburger aus dem Haus Wittelsbach, Markgraf von Brandenburg und Herzog von Oberbayern. Aus der Ehe gingen vier Kinder hervor:
- Hermann(?) (1343 – vor 1355)
- Meinhard III. (nach 1344–1363); ⚭ 1359 in Passau Herzogin Margarete von Österreich (1346–1366), Tochter Herzog Albrechts II. und der Erbgräfin Johanna von Pfirt
- Tochter (*/† ?)
- Tochter (*/† ?)

## Belletristische Darstellungen
- Gottlob Heinrich Heinse: Margarethe mit dem großen Maule, Erbin von Kärnthen und Tyrol (Klagenfurt 1792; Digitalisat von Band 1 und Band 2 bei Google Books)
- Ida Frick: Ein Legi[ti]mitätsopfer. Biographische Skizze. In: Aus den Bergen. Wienbrack, Leipzig 1851, S. 173–233 (Digitalisat bei Google Books)
- Lion Feuchtwanger: Die häßliche Herzogin (Roman, 1923; Volltext bei gutenberg.org)
- Heinrich von Schullern: Boccaccio auf Schloß Tirol. Ein Maultaschroman (1932; Publikation als erster Teil der Romantrilogie Das Land im Gebirge, 1948; Digitalisat bei digital.tessmann.it)
- Anna Fuchs: Das gelbe Hurentuch. Ein Kriminalroman aus dem mittelalterlichen Wien. Gmeiner-Verlag 2013, ISBN 978-3-8392-1462-6 (Reihe „Historische Romane im Gmeiner-Verlag“)

### Lexikonartikel und Sammelwerke
- Josef Riedmann: Margarete Maultasch. In: Neue Deutsche Biographie (NDB). Band 16, Duncker & Humblot, Berlin 1990, ISBN 3-428-00197-4, S. 163 f. (Digitalisat).
- Alfons Huber: Margaretha (Maultasch), Herzogin von Kärnthen, Gräfin von Tirol. In: Allgemeine Deutsche Biographie (ADB). Band 20, Duncker & Humblot, Leipzig 1884, S. 328–332.
- Wilhelm Baum: MARGARETE MAULTASCH. In: Biographisch-Bibliographisches Kirchenlexikon (BBKL). Band 24, Bautz, Nordhausen 2005, ISBN 3-88309-247-9, Sp. 1043–1046 (Artikel/Artikelanfang im Internet-Archive).
- Karl Schnith (Hrsg.): Frauen des Mittelalters in Lebensbildern. Verlag Styria, Graz u. a. 1997, ISBN 3-222-12467-1. S. 299–330.